# Pachyrhynchini
Texto en superíndice
Pachyrhynchini es una tribu de insectos coleópteros curculiónidos pertenecientes a la subfamilia Entiminae.

## Géneros
- Apocyrtidius - Apocyrtus - Eumacrocyrtus - Eupachyrrhynchus - Expachyrhynchus - Homalocyrtus - Kotoshozo - Macrocyrtus - Metapocyrtus - Nothapocyrtus - Pachyrhynchus - Pantorhytes - Proapocyrtus - Pseudapocyrtus - Schauenbergia - Sclerocyrtus - Sphenomorpha ...